# Maria Wern – Främmande fågel
Maria Wern – Främmande fågel är en svensk miniserie i fyra delar från 2008 i regi av Erik Leijonborg med Eva Röse i huvudrollen som Maria Wern. Serien, som hade svensk TV-premiär den 16 september 2008 och släpptes på DVD den 21 januari 2009, är baserad på Anna Janssons bok "Främmande fågel" från 2006.

## Handling
Under fyra avsnitt får man följa kriminalinspektör Maria Wern (Eva Röse) när en epidemi orsakad av fåglar bryter ut på Gotland. Människor dör och alla letar efter en syndabock. Samtidigt drabbas Maria själv då hennes son blir isolerad sedan han varit på ett fotbollsläger där alla barn sätts i karantän. Det första avsnittet tar sitt avstamp i Marias privatliv, hon kommer precis tillbaka från en längre sjukskrivning då hennes man Krister tragiskt avlidit.

## I rollerna
- Eva Röse – Maria Wern
- Allan Svensson – Hartman
- Fares Fares – Jonathan Saunas
- Peter Perski – Arvidsson
- Ulf Friberg – Ek
- Tanja Lorentzon – Erika Lund
- Marie Richardson – Viktoria Hammar
- Peter Schildt – Reine Hammar
- Mats Långbacka – Lennie Hedström
- Ellen Mattsson – Jessica Wide
- Donald Högberg – Cederot
- Carina Jingrot – Yrsa Westberg
- Karin Holmberg – syster Agneta
- Oscar Pettersson – Emil Wern
- Matilda Wännström – Linda Wern